# ویورا دانیل
ویورا دانیل (انگلیسی: Viora Daniel؛ ۲۴ ژانویه ۱۹۰۲ – ۹ مه ۱۹۸۰) بازیگر اهل ایالات متحده آمریکا بود.
از فیلم‌هایی که وی در آن‌ها نقش داشته‌است، می‌توان به همسرم باش و زندگی بزمی اشاره نمود.